# Głodówka (Baczyn)
Głodówka – część wsi Baczyn w Polsce, położona w województwie małopolskim, w powiecie suskim, w gminie Budzów. 
W latach 1975–1998 Głodówka administracyjnie należała do województwa bielskiego.